# Mặt trận Vũ trang chống Nhật Đông Á
Mặt trận Vũ trang chống Nhật Đông Á (東アジア反日武装戦線 Higashi Ajia Hannichi Busō Sensen, EAAJAF) là một tổ chức khủng bố tân cánh tả của Nhật Bản tồn tại từ năm 1972 đến năm 1975.

## Tổng quan
EAAJAF tự nhận mình là một nhóm cánh tả tán thành thuyết vong quốc phản Nhật cách mạng nhằm chống lại nhà nước Nhật Bản, các tập đoàn và biểu tượng của chủ nghĩa đế quốc Nhật Bản, và được phân loại là một nhóm bất hợp pháp cực tả lấy cảm hứng từ thuyết vô chính phủ chống Nhật Bản. EAAJAF đã thực hiện hàng loạt vụ đánh bom từ ba chi bộ vào đầu thập niên 1970, bao gồm cả vụ đánh bom trụ sở tập đoàn Mitsubishi Heavy Industries năm 1974 vì cung cấp vũ khí quân sự cho nước Mỹ dùng để đối đầu với Việt Nam Dân chủ Cộng hòa trong chiến tranh Việt Nam vào đầu thập niên 1970.
Tổ chức này chính thức giải tán do hầu hết các thành viên đều bị chính quyền Nhật Bản bắt giữ vào ngày 19 tháng 5 năm 1975. Năm 1987, Daidoji Masashi và Masunaga Toshiaki bị kết án tử hình. Daidoji, thủ lĩnh nhóm chi bộ Sói trước đây, cho biết trong các phiên tòa rằng vụ đánh bom này là "một sai lầm". Tháng 5 năm 1999 khi đang chờ đợi tử hình, lần đầu tiên anh ta xin lỗi các nạn nhân, nói rằng "Việc chúng tôi gây ra thương vong là điều tôi không thể biện minh được. Tôi muốn xin lỗi từ tận đáy lòng mình". Daidoji qua đời vào ngày 24 tháng 5 năm 2017 tại Nhà giam Tokyo.

## Thành viên
EAAJAF tự chia thành các nhóm khủng bố nhỏ được đặt tên tượng trưng theo động vật để đại diện cho bản chất của tổ chức và các chủ đề về ý thức hệ của nó:
- Chi bộ Sói đã ví 'quần chúng bị áp bức' đang bị 'nhà tư bản hành hạ' với loài sói Honshu đã tuyệt chủng. Các thành viên bao gồm người sáng lập Daidōji Masashi cùng vợ là Daidōji Ayako, cũng như Masunaga Toshiaki và Sasaki Norio.
- Chi bộ Răng nanh Trái Đất đặt mục tiêu của mình là một thế giới lý tưởng không có các quốc gia dân tộc hay các nhà tư bản và tự ví mình như những chiếc răng nanh mọc lên từ Trái Đất để chống lại họ. Các thành viên bao gồm Saito Nodoka và vợ là Ekida Yukiko.
- Chi bộ Bọ cạp tự ví mình như một con bọ cạp sẽ lật đổ thủ đô lớn và các tòa nhà lớn bằng chất độc chết người của tổ chức nhỏ của chính nó. Các thành viên bao gồm Kurokawa Yoshimasa, Ugajin Hisaichi và Kirishima Satoshi.

Một số thành viên của EAAJAF còn gia nhập Hồng quân Nhật Bản hòng tiếp tục sự nghiệp của riêng mình.